# Jan Łazarski
Jan Łazarski (Cracòvia, 26 d'octubre de 1892 - Cracòvia, 11 d'agost de 1968) va ser un ciclista polonès que va prendre part en els Jocs Olímpics de París de 1924.
Va participar en la prova de persecució per equips, fent equip amb Tomasz Stankiewicz, Franciszek Szymczyk i Józef Lange, guanyant la medalla de plata, per darrere l'equip italià; en els 50 quilòmetres, sense que se sàpiga la seva posició final i en velocitat individual, quedant eliminat en la primera repesca.

## Palmarès
- 1924
  -  Campió de Polònia de velocitat
  -  Medalla de plata als Jocs Olímpics de París en persecució per equips
- 1925
  -  Campió de Polònia de velocitat
- 1926
  -  Campió de Polònia de velocitat